# Яфай, Галал
Галал Яфай (англ. Galal Yafai, араб. جلال يافعي‎; род. 11 декабря 1992, Бирмингем) — британский боксёр-профессионал, чемпион Олимпийских игр 2020 года в Токио в наилегчайшем весе. Среди профессионалов бывший чемпион WBC International (2022—2024) в наилегчайшем весе (до 50,8 кг). Бывший «временный» чемпион мира по версии WBC (2024—2024) в наилегчайшем весе.
Лучшая позиция по рейтингу BoxRec — 4-я (ноябрь 2024) и является 1-м среди британских боксёров наилегчайшей весовой категории, по рейтингам основных международных боксёрских организаций занимал: 4-ю строку рейтинга WBC, — уверенно входя в ТОП-5 лучших бойцов наилегчайшего веса.

## Биография
Родился 11 декабря 1992 года в Бирмингеме, Великобритания. Яфаи родился в йеменской семье. Он младший брат боксеров Кэла Яфаи и Гамаля Яфаи. 

## Любительский бокс
Выиграл серебряную медаль на чемпионате Европы 2017 года и золото на Играх Содружества 2018 года в составе сборной Англии.
Представляя Великобританию в наилегчайшем весе на Европейских играх 2019 года, выиграл бронзовую медаль.
Участвовал в Олимпийских играх 2016 года в Рио-де-Жанейро.
На квалификационном турнире по боксу в Европе в 2016 году в Самсуне (Турция), Яфай победил Самуэля Кармона Эредиа из Испании единогласным решением судей в своём полуфинале и обеспечил себе место в Олимпийских играх 2016 года. На Олимпиаде он выиграл в 1/16 финала у Симплиса Фотсала из Камеруна. Проиграл бой в 1/8 финала кубинцу Йоахнису Аргилагосу.
В мае 2019 года Яфай был выбран для участия в Европейских играх 2019 года в Минске (Беларусь). Он также участвовал в чемпионате мира 2019 года в Екатеринбурге (Россия), где проиграл единогласным решением судей Биллалу Беннаме в четвертьфинале.
На летних Олимпийских играх в Токио выиграл золотую медаль в наилегчайшем весе, в финале победив филиппинца Карло Паалама.
Яфай был награжден орденом Британской империи (MBE) в 2022 году за заслуги в боксе.

## Профессиональный Бокс
В январе 2022 года подписал контракт с промоутером Эдди Херном.
Дебютировал 27 февраля 2022 года в Лондоне в сетке платного сервиса DAZN. На кону боя стоял вакантный второстепенный титул WBC International в наилегчайшем весе против 25-летнего мексиканца Карлоса Баутисты (9-4-1). Результат: Победа Яфая ТКО 5. 
30 апреля в Нью-Йорке на легендарной арене Мэдисон Сквер Гарден провел второй бой и защитил титул WBC International против американца Мигеля Картахены (15-6-1, 6 KO). Поединок выдался односторонний и продлился два раунда. Британец нанес 92 точных удара против одиннадцати соперника был быстр и разнообразен. Соперника не выпустили на 3-й раунд.
5 ноября в Абу-Даби (ОАЭ) в андеркарде у Бивола и Рамиреса провел тяжелый бой с Гоханом Родригесом (12-2-1, 1 КО). Британский фаворит начал в своем стиле - давление и силовой бокс, но мексиканец оказался не прост, смог перестроиться работая на опережение и уходя от разменов. Бойцы прошли 10-раундовую дистанцию, судьи увидели раздельное решение: 96—94 дважды Яфай, 96—95 Родригес.
В апреле 2023 года в Лондоне вышел на бывшего трехкратного претендента на пояс Мойсеса Кайероса (36-11-1, 19 KO). Мексиканец понимая что не справится со скоростью и передвижением, комбинационной работой олимпийского левши попытался навязать силовой бокс вблизи. Во втором раунде временами получалось остановить фаворита. в 4-оом отрезке Яфай сконтрил, попал двойкой, бросился добивать и смог уронить мексиканца, рефери после отсчёта не дал продолжить.
19 августа 2023 в Бирмингеме (Англия) добился быстрой победы в 1-м раунде над соотечественником Томми Франком (15-4-1, 3 KO). Яфай сразу же уронил Франка боковым справа, тот смог подняться, был потрясён, оказался на полу вновь. Угол выбросил полотенце. Яфай ТКО 1.
16 декабря 2023 в Глендейле (Аризона, США) провёл промежуточный бой с американцем Рокко Сантомауро (22-3, 6 КО). Бой неожиданно прошёл всю дистанцию. Фаворит хорошо выглядел в бою, но пренебрегал защитой. Счёт судей в пользу британца: 98—93, 97—93, 99—91.
6 апреля 2024 года в Лас-Вегасе (США) нокаутировал Агустина Гауто (21-2, 15 КО). Первый раунд прошел в активном темпе, где в концовке Яфай смог потрясти аргентинца и на мгновение у него подкосились ноги. Следующие раунды остались за британцем, он качественно работал джебом и был точен. В концовке 5-го раунда Гауто зацпить фаворита и взять трехминутку. В 6-м раунде Яфай при столкновении головами получил рассечение над левым глазом. В 8-м раунде Гауто снизил обороты до минимума и прекратил бить в ответ, ограничившись смещением на ногах. Рефери остановил бой. ТКО 8.
28 сентября 2024 года в Шеффилде (Англия) одержал дежурную победу нокаутом в 3-м раунде над мексиканцем Серхио Ороско (9-8, 7 КО). Ещё до победы в этом бою стало известно, что Яфай проведет бой с экс-чемпионом мира по версии IBF соотечественником Санни Эдвардсом (21-1, 4 КО). На кону их противостояния будет титул временного чемпиона мира по линии WBC в наилегчайшем весе (до 50,8 кг).
30 ноября 2024 года в Бирмингеме (Англия) в главном обытии вечера Яфай и Санни Эдвардс разыграли временный титул WBC наилегчайшем весе (до 50,8 кг). Яфай с первых секунд боя предложил сопернику плотный насыщенный многоударный бокс. Яфай смог навязать настолько большой прессинг, что в перерыве между 3 и 4-м раундом Эдвардс сказал своем утрнеру фразу "I don't want to be here"(я не хочу тут находится). В 4-м раунде статистика показывала, что Яфай донёс в три раза больше точных ударов. Эдвардс отвечал редко и не точно, Яфай же выбрасывал огромное количество ударов и доносил так же много. Рефери не выдерживает доминации и одностороннего противостяния и останавливает в 6-м раунде. Галал победил и стал временным чемпионом мира WBC. Эдвардс заверешил карьеру после этого боя.
21 июня 2025 гоода в Бирмингеме (Англия) проиграл свой пояс временного чемпиона в обязательной защите с мексиканским экс-чемпионом Франсиско Родригесом (39-6-1, 27 КО). Уже в первом раунде стало ясно, что мексиканец будет навязывать темповой и плотный бокс на грани драки. Он не будет давать дышать британцу. Первые три раунда сходу сразу были выиграны Родригесом. Он забросал британского чемпиона и несколько раз потрясал его. В 4-м раунде у Галала открылось рассечение, но этот раунд он провел лучше чем остальные. К 7-му раунду бойцы показывали бойню, о чем говорит статистика: на двоих выброшено 105 ударов. 148 пришлось в цель у Яфая и 263 у мексиканского претендента. В 7-м Галал Яфай оказался в нокдауне, но рефери не отсчитал. остальные раунды прошли под диктовку мексиканца который продолжал навязывать драку. Конечной точкой в бою стал 12-й раунд где Яфай побывал в нокдауне, но смог выжить. Судейский счёт был разгромен: 119—108, 119—108 и 118—109.